# Andrzej Dziurka
Andrzej Dziurka (ur. 21 stycznia 1955 w Sosnowcu) – polski kierowca wyścigowy, zawodnik zespołu Alda Motorsport, ośmiokrotny wyścigowy mistrz Polski.
Z wykształcenia jest technikiem elektronikiem. Karierę sportową rozpoczął w roku 1972, startując w zawodach kartingowych. W latach 1979–1982 ścigał się w klasie samochodów turystycznych Fiatem 126p, w 1981 uzyskując tytuł mistrza Polski. Potem startował w tzw. Formule Easter, a w 1985 zawiesił karierę sportową poświęcając się biznesowi.
Dziurka powrócił do sportu samochodowego w roku 1993 jako członek nowo utworzonego zespołu Alda Motorsport pochodzącego ze Sławkowa, z którym jest związany do dziś. Wówczas wystartował w Międzynarodowym Pucharze Forda Fiesty, gdzie zajął 10. miejsce. Rok później w tym samym konkursie był już szósty. W 1995 zdobył tytuł Mistrza Polski w kategorii rallycrossowej. W drugiej połowie lat 90. Dziurka regularnie święcił triumfy w kategorii superturystycznej, zdobywając tytuły mistrza Polski w latach 1996–2000. Brał również udział w mistrzostwach Czech i mistrzostwach Europy Strefy Środkowej. Czterokrotnie (1995, 96, 98, 99) jego nazwisko widniało na liście startowej wyścigu Corrida da Guia na ulicach Makau.
Sezon 2000 to starty w reaktywowanej kategorii Euro STC promowanej przez telewizyjny kanał Eurosport. Dziurka regularnie zdobywał punkty i początkowo Alda Motorsport zajmowała siódme miejsce w klasyfikacji zespołów. W drugiej połowie sezonu starty zostały ograniczone, bowiem w decydującą fazę wchodziła walka o mistrzostwo Polski. Ostatecznie Polak uplasował się na 19 pozycji. W 2001 roku wziął udział w Rajdzie Paryż – Dakar. W tym samym roku zespół ze Sławkowa nadesłał zgłoszenie do FIA GT Championship. Dziurka wspólnie z Maciejem Stańco mieli się zmieniać za kierownicą Porsche 911 GT2. Wyjazd został jednak odwołany, ponieważ Dziurka zdecydował się przejść do nowo tworzonej serii V8 STAR. Debiut Dziurki w FIA GT Championship nastąpił w sezonie 2002. Starty były kontynuowane do roku 2003. Potem Dziurka powrócił do rywalizacji krajowej. Jego ostatnim sukcesem jest Mistrzostwo Polski w wyścigach długodystansowych z roku 2005.